# 2022年中國反夏日祭事件
2022年中国反夏日祭浪潮，是指2022年7月，南京网友举报2022年“南京A-3×ComicDawn18夏日祭”、引发网友大规模抵制开始，中国大陆各城市反对夏日祭而引发的一系列争议。
据日本旅遊局网站资料，日本通常在神社、寺庙举行传统祭典，夏日祭即是每年6月至8月期间举办的祭典，包含烟火大会等活动。是日本祭祀文化中，民众参与度最高的传统文化活动。而中国大陆的夏日祭则多与日本动漫、二次元文化相关。

## 事件起因

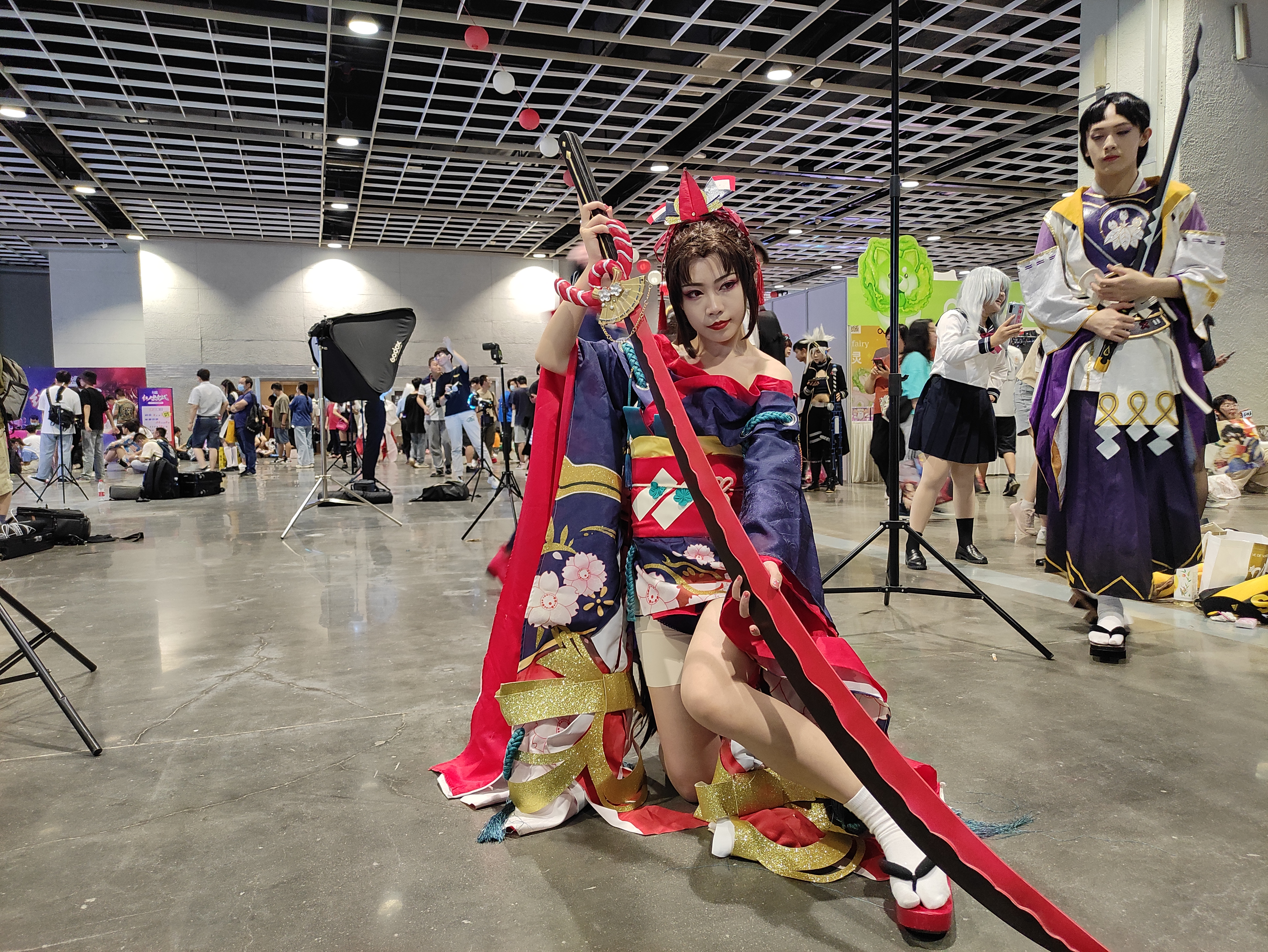
2021年7月，南京顺利举办“南京A-3×ComicDawn18夏日祭”。原定2022年7月17日的活动则被本地网友举报后取消。

南京“A-3×ComicDawn 18夏日祭”原定于2022年7月17日举办。南京寧漫文化傳媒有限公司主办，Bilibili负责售票。举办地点在南京国际展览中心（新庄）E厅，分为9点半到16点的日场，18点至21点半的夜场。前期宣传中，除提及超人气嘉宾、集市等活动外，宣传点还有“和风舞台”、“和风场景”及日本小吃。主办方出资搭建舞台和场景，与「以往漫展為了成本不會設置大型和風佈景」不同。故有大陆动漫爱好者因「如此還原日本祭典元素是第一次見」，而在民族感情上无法接受在南京舉辦。
7月17日的活动在开始前被举报，引发中国网民抗议。Bilibili受到网络攻击。面对舆论压力，以及被网友举报“历史敏感”，活动被取消。
香港01提及，举报网友“小V”是南京女孩。这是南京自2011年起，有举办夏日祭活动的记录以来，首次因举报而取消活动。7月下旬，南京寧漫文化傳媒有限公司已將微博所有相關資訊關閉。

## 影響

### 連帶其他漫展被关闭
2022年7月22日，江西省新余市一宾馆被传承办8月8日的夏日祭活动而被网友举报。尽管宾馆未对活动做出准备。7月24日，新余市政府主管文化活动的机构——文化广电新闻出版旅游局通过微信公号“新余发布”发布通报。通报定性夏日祭活动为“影响恶劣”，并称“坚决反对任何伤害民族感情的活动”。除新余外，已有黑龙江牡丹江、山东枣庄、吉林长春、云南大理、广东韶关等20余个中国大陆城市预备在七、八月间举办夏日祭，引起网友关注。7月22日，山东枣庄夏日祭主办方“ND动漫社”发文道歉，称已取消7月24日的漫展活动。取消的漫展无任何和風元素、不存在辱華内容，但确实有漫展名称不当问题。同时承诺不再组织以“夏日祭”为题目、内容的各类活动，并希望减少对原定主办场地——枣庄布衣侯大酒店的网络攻击。后该文被删除。
7月25日，界面·财联社旗下财经信息服务平台——“蓝鲸财经”记者致电云南大理、文山、黑龙江牡丹江等地多个夏日祭承办酒店，均表示已取消活动。此外《澎湃新闻》报道，云南楚雄太空奇幻主题乐园、山东枣庄布衣侯大酒店分别在7月23日、24日宣布取消夏日祭活动。

### ACG愛好者/Coser人身安全「受威脅」
此外，也有中國大陆網友在微博上發文指出，朋友在武漢的動漫展中裝扮成中国网络游戏《原神》中的角色「雷電將軍」，遭人用刀捅了右邊胸口2下。許多參展的民眾也警告大家不要亂吃動漫展的食物或贈送食物給Coser，有些Coser表示發現自己叫的外送食物或他人贈送的食物裡藏有刀片或是針。